# Letiště Skopje
Mezinárodní letiště Skopje (IATA: SKP, ICAO: LWSK), (makedonsky : Аеродром Скопје) je mezinárodní veřejné civilní letiště v obci Petrovec nedaleko severomakedonské metropole Skopje. Je to centrální letiště makedonských aerolinií MAT Macedonian Airlines a zároveň nejrušnější letiště v zemi. V roce 2008 letištěm prošlo celkem 652 815 cestujících, což představuje nárůst o 4,1% oproti předchozímu roku.
Do roku 2018 neslo název podle Alexandra Velikého. Od února téhož roku byl tento název v souvislosti s politickými změnami ve vzájemných vztazích se sousedním Řeckem změněn.

## Vybavení a vzhled
Letiště ve Skopji má jeden terminál s mnoha obchody, velké parkoviště a hangáry pro velká i menší letadla. Po letišti v Bukurešti, Sofii, Lublani a Podgorici je pátým nejrušnějším letištěm na Balkáně. Jedna vzletová a přistávací dráha je situovaná od severu na jih, má asfaltový povrch a je dlouhá 2 450 m. Je naplánována rekonstrukce letiště, jejímž hlavním cílem je vybudování dalšího terminálu, zmodernizování kontrolní věže a prodloužení dráhy.

## Externí odkazy

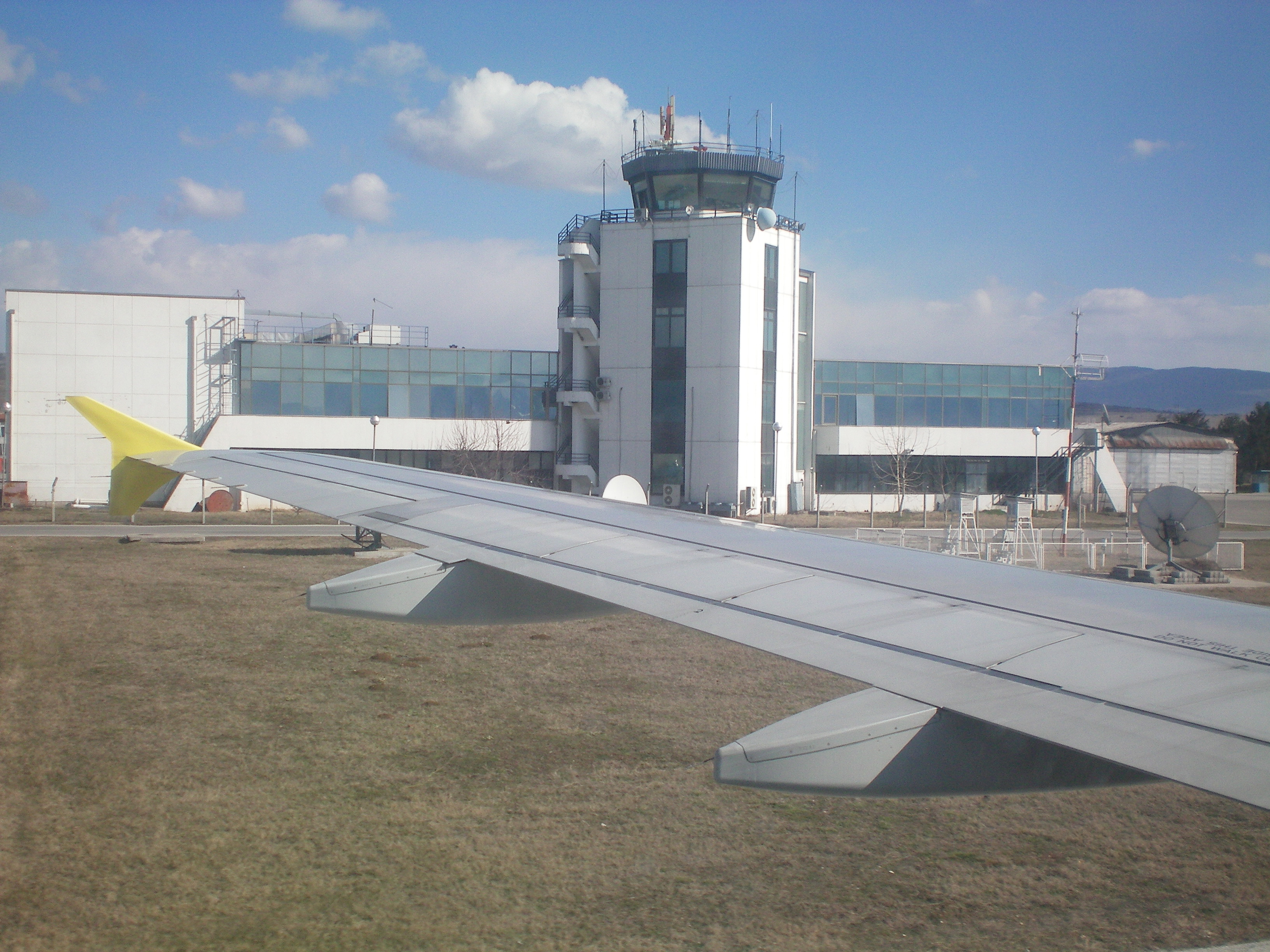
Kontrolní věž

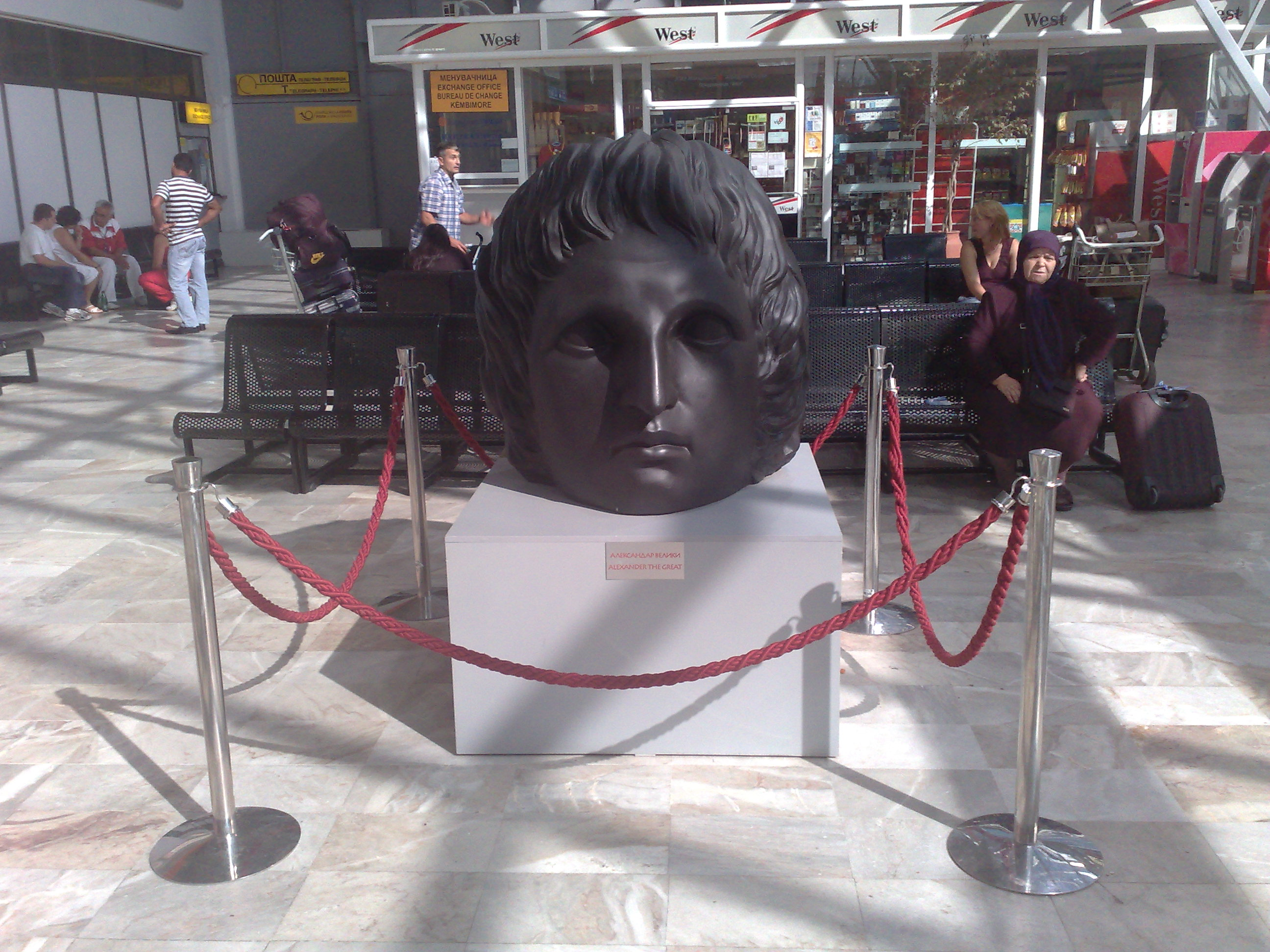
Bysta Alexandra Velikého na letišti ve Skopje